# آنتون (تگزاس)
آنتون  (به انگلیسی: Anton) شهری در شهرستان هاکلی ایالت تگزاس از ایالات جنوبی ایالات متحده آمریکا است. در سرشماری سال ۲۰۰۰، جمعیت این شهر ۱،۲۰۰ نفر اعلام شد.